# Eiffel (film)
Eiffel è un film del 2021 diretto da Martin Bourboulon.

## Trama
Sul finire degli anni ottanta dell'800, l'ingegnere Gustave Eiffel, già autore di apporti fondamentali alla costruzione della statua della Libertà, sente la pressione del governo francese affinché progetti qualcosa di davvero spettacolare in vista dell'imminente Esposizione Universale di Parigi. Eiffel sembra unicamente interessato al suo progetto di metropolitana cittadina, finché non incontra di nuovo Adrienne Bourgès, una donna con cui aveva intrecciato una relazione durante la costruzione di un ponte sulla Garonna nel 1860, ora sposata col suo amico Antoine de Restac. Il loro amore proibito lo ispirerà nella creazione della Torre Eiffel.

## Produzione
Lo sviluppo del film nasce nel 1997 da un pitch della sceneggiatrice Caroline Bongrand, che all'epoca avrebbe dovuto essere prodotto ad Hollywood e interpretato da Liam Neeson, per poi arenarsi per questioni produttive: nelle varie fasi di development hell, ha visto succedersi alla regia Ridley Scott, Luc Besson e Olivier Dahan, che avrebbe voluto Marion Cotillard nel ruolo di Adrienne.
Con un budget di 23,4 milioni di euro, è stato il film di produzione francese più costoso del 2020. Le riprese, iniziate nell'agosto 2019, si sono fermate per tre mesi a causa dello scoppio della pandemia di COVID-19 in Francia nel 2020, riprendendo nel mese di giugno dello stesso anno. Questo e altri inconvenienti legati alla pandemia, tra cui il rispetto delle necessarie misure sanitarie, hanno fatto aumentare il budget di altri 300 mila euro. Il cantiere della Torre Eiffel è stato ricostruito nell'ex base aerea di Brétigny-sur-Orge, mentre per il ponte sulla Garonna è stato utilizzato quello di Cubzac-les-Ponts sulla Dordogna, un'altra opera di Eiffel.

## Distribuzione
Il film è stato distribuito nelle sale cinematografiche francesi dalla Pathé a partire dal 13 ottobre 2021.
In Italia, è stato trasmesso direttamente in TV in prima visione su Sky Cinema Uno il 14 febbraio 2022.

## Accoglienza
Il film ha incassato l'equivalente di 11,7 milioni di dollari in Francia e di 1,9 milioni nel resto del mondo, per un totale di 13,6 milioni. Secondo Eric Martin di ComScore, si è trattato di un risultato «deludente rispetto alle [...] aspettative», anche se il film è risultato comunque il 13º più visto dell'anno in Francia, con quasi un milione e mezzo di spettatori.
È stata oggetto di alcune critiche la differenza d'età tra gli attori gli attori Romain Duris (47 anni) ed Emma Mackey (25 anni), quando Eiffel e Bourgès avevano nella realtà dieci anni di differenza.

## Riconoscimenti
- 2022 – Premio César
  - Candidatura per la migliore scenografia a Stéphane Taillasson
  - Candidatura per i migliori costumi a Thierry Delettre
  - Candidatura per i migliori effetti visivi a Olivier Cauwet
- 2022 – Saturn Award
  - Candidatura per il miglior film internazionale